# Элементарная школа Ксении Борисовны Эгиз
Элемента́рная шко́ла Ксе́нии Бори́совны Эги́з — частная школа 3-го разряда, действовавшая в Симферополе с 1880 по 1914 годы.

## История
Школа была открыта в 1880 году выпускницей Симферопольской женской казённой гимназии Ксенией Борисовной Эгиз, успешно выдержавшей в октябре того же года экзамены на получение звания сельской учительницы при Симферопольской мужской казённой гимназии. В своей докладной записке об открытии школы на имя министра народного просвещения К. Б. Эгиз писала: 
«Видя заботливость многих о воспитании юношества и ознакомившись с увеличивающимся стремлением беднейшего населения к изучению отечественного языка и грамоте, я решила все годы своей жизни <...> посвятить учительскому труду.
 Первоначально школа располагалась по ул. Турецкой, а в 1898 году была переведена в дом Ланге на углу улиц Петропавловской и Салгирной. В 1913 году школа размещалась на ул. Малобазарной в доме симферопольского раввина А. О. Тырмоса.
Сама школа была «смешанного» вида — в ней обучались девочки и мальчики караимского, иудейского, христианского, а с 1897 года и мусульманского вероисповеданий. При ней были созданы ученическая и учительская библиотеки. Обучение проходило на платной основе: от 3 до 5 руб. в месяц с человека. В то же время 10-12 учеников обучалось в школе бесплатно. Школа состояла из четырёх отделений (классов), открывавшихся постепенно. Курс обучения составлял два года. Помимо общеобразовательных предметов, в школе также преподавались рукоделие, музыка, танцы и «Закон Божий», который вели представители православного духовенства. При школе осуществлялась подготовка детей для поступления в 3-й класс гимназии. В марте 1899 года К. Б. Эгиз при школе был организован духовой оркестр из учеников школы и приходящих детей. Для развития творческих способностей учащихся в школе один раз в три недели устраивались вокально-литературные вечера. Кроме общеобразовательных предметов К. Б. Эгиз преподавала музыку, вышивание, рукоделие, аккомпанировала своим ученикам на фортепиано. Под её руководством регулярно устраивались выставки работ учащихся, занимательные чтения, спектакли для учащихся и родителей. Число учащихся в школе постоянно росло и дошло до 80 человек. 
Городские власти оказывали учебному заведению всестороннюю поддержку: с 1884 года Симферопольской городской думой выделялись субсидии (до 150 руб. ежегодно), финансировалось обучение трёх стипендиатов. При школе действовал пансион. За умеренную плату в предоставляемой К. Б. Эгиз квартире проживало 2-3 воспитанника школы.
За время существования школы К. Б. Эгиз подготовила для поступления в средние учебные заведения не одну сотню детей, в том числе около 200 совершенно бесплатно. В 1904 году учащимися симферопольской мужской и женской казённых гимназий, а также Симферопольского Николая II реального училища стали 30 выпускников школы К. Б. Эгиз. Школа К. Б. Эгиз сыграла большую роль в деле распространения образования и культуры среди караимов Крыма. Многие семьи до открытия школ вели патриархальный образ жизни, пользовались в быту только родным караимским языком, опасались посылать детей в русские школы.
Школа прекратила свою деятельность в 1914 году ввиду выхода К. Б. Эгиз на пенсию за свою 35-летнюю учительскую работу.